# Denhamia celastroides
Denhamia celastroides là một loài thực vật có hoa trong họ Dây gối. Loài này được (F.Muell.) Jessup mô tả khoa học đầu tiên năm 1984.